# Pantherzaunkönig
Der Pantherzaunkönig (Campylorhynchus nuchalis) ist eine Vogelart aus der Familie der Zaunkönige (Troglodytidae), die in Kolumbien und Venezuela verbreitet ist. Der Bestand wird von der IUCN als nicht gefährdet (Least Concern) eingeschätzt.

## Merkmale
Der Pantherzaunkönig erreicht eine Körperlänge von etwa 17,5 cm bei einem Gewicht von ca. 21,1 bis 25,5 g. Er hat einen gelbbraungrauen Oberkopf mit schwarzen Flecken. Der hintere Halsbereich ist bräunlich mit gelbbrauner Tönung, wobei der Nacken und die Oberseite auffallend schwarz-weiß gestreift sind. Die Handschwingen und die Armschwingen sind kräftig matt schwarz und weiß gestreift. Auch der Schwanz hat kräftige matt schwarz und weiße Binden. Die Unterseite ist weißlich mit zerstreuten gräuliche Flecken an der Unterkehle. Diese Flecken werden länger und dunkler an Brust und Bauch. Die Hinterflanken sind verstreut schwärzlich gestreift. Die Augen sind weiß bis strohgelb, der Oberschnabel schwarz, der Unterschnabel gräulich bis weißfleischfarben und die Beine schiefergrau. Beide Geschlechter ähneln sich im Aussehen. Jungtiere haben einen schwarzen Oberkopf, sind farblich auf der Oberseite, an den Flügel und am Schwanz eher bräunlich schwarz. Sie haben eine graue Iris.

## Verhalten und Ernährung
Der Pantherzaunkönig ernährt sich überwiegend von Wirbellosen. Sein Futter sucht er in allen Straten unter anderem an Baumstämmen.

## Lautäußerungen
Der Gesang des Pantherzaunkönigs besteht aus einer unmusikalischen Serie von sechs oder mehr kratzigen Tönen. Diese werden von beiden Geschlechtern oder Gruppenmitgliedern gleichermaßen von sich gegeben. Paare sitzen nah beieinander und geben abwechselnde oder eingeschobene Phrasen mit präzisem Timing von sich. Bis zu fünf Gruppenmitglieder können in den Chor einstimmen. Der Alarmruf ist hart und kratzig. Das Männchen lernt sein Repertoire von älteren männlichen Verwandten, so dass die Stimmbildung durch patrilineale Familiengruppen geprägt ist. Dieser kann durch abtrünnige Männchen in andere Gruppen reingetragen werden. Einzeltiere können diese familiäre Beziehung im Gesangsmuster nicht nur innerhalb ihrer eigenen Gruppe erkennen, sondern  ebenso bei Verwandten, die in anderen Gruppen unterwegs sind.

## Fortpflanzung
Die Brutsaison des Pantherzaunkönigs ist von April bis September. Die Eiablage wird durch den ersten starken Regen der Regenzeit ausgelöst. Es gibt zwei oder drei Bruten pro Jahr, doch sind mehrfach Bruten nur in größeren Gruppen erfolgversprechend. Gemeinsame Nestsysteme und soziale Organisation sind im Familienverbunden am höchsten entwickelt. Eine Gruppe besteht aus einem dominierenden brütendem Paar und bis zu 12 Bruthelfern, die meist Nachkommen des dominierenden Paares sind. Alle jungen Weibchen und die Mehrzahl der Männchen verteilen sich später in andere Reviere, wobei Männchen, die noch im Rang steigen, sich zum dominanten Brutpartner entwickeln können. Viele lose Kolonien mit vielen kleineren Gruppen stehen im Wettbewerb um freie Plätze in den angrenzenden größeren Gruppen. Das große Nest ist ein unordentliches, kuppelförmiges Gebilde aus Gras, Fasern und ähnlichem Material und wird mit Federn ausgekleidet. Es wird in zwei bis zehn Meter Höhe in einen Hülsenfrucht-Baum oder einer Palme gebaut, häufig am Ende eines schlanken Astes zum Schutz vor Affen. Alternativ nutzt er verlassene Hängenester z. B. des Rotstirn-Bündelnisters (Phacellodomus rufifrons) und legt diese mit Daunen aus. Ein Gelege besteht meist aus vier weißen Eiern. Die Bebrütung erfolgt alleine durch das dominante Weibchen. Die Küken schlüpfen nach 18 bis 21 Tagen. Alle Gruppenmitglieder helfen bei der Fütterung der Nestlinge und verteidigen das Nest gegen Eindringlinge. Nach ca. 19 Tagen werden die Nestlinge flügge. Es kommt nicht selten vor, dass der Seidenkuhstärling (Molothrus bonariensis) das Nest als Wirtsnest für seine Eier nutzt. Man kann einen starken Zusammenhang zwischen Bruterfolg und Anzahl der Helfer erkennen.

## Verbreitung und Lebensraum
Der Pantherzaunkönig bevorzugt einen trockenen bis halbnassen Lebensraum. Hierzu gehören offener Wald, Buschland und Galeriewald. Regelmäßig ist er an kleineren Gewässern anzutreffen. Er bewegt sich in Höhenlagen von Meeresspiegel bis 800 Metern. Normal trifft man ihn nicht in der Nähe des Brauenzaunkönigs (Campylorhynchus griseus (Swainson, 1838)). Die Nominatform kommt von Barias östlich bis in den Westen Sucres und Delta Amacuro vor und zieht sich im Süden bis Apure und den Norden Bolívars. Das Verbreitungsgebiet von C. n. brevipennis reicht von Yaracuy östlich bis Miranda und südlich bis Guárico. C. n. pardus findet man an der karibischen Küste Kolumbiens in den Departamentos Magdalena und Bolívar südlich in die Zentralanden.

## Migration
Der Pantherzaunkönig gilt als Standvogel. Die Ausbreitung der Jungvögel erfolgt nur über kurze Distanzen.

## Unterarten
Es sind drei Unterarten bekannt:
- Campylorhynchus nuchalis pardus Sclater, PL, 1858[3] kommt im Norden Kolumbiens vor. Die Unterart hat weniger Flecken auf der Unterseite und einen kräftigeren Schnabel.[1]
- Campylorhynchus nuchalis brevipennis Lawrence, 1866[4] ist im Norden Venezuelas verbreitet. Die Subspezies hat einen dunkleren Oberkopf und mehr Flecken auf der Unterseite.[1]
- Campylorhynchus nuchalis nuchalis Cabanis, 1847[5] kommt im zentralen und östlichen Venezuela vor.

## Etymologie und Forschungsgeschichte
Die Erstbeschreibung des Pantherzaunkönigs erfolgte 1847 durch Jean Louis Cabanis unter dem wissenschaftlichen Namen Campylorhynchus nuchalis. Als Verbreitungsgebiet des Typusexemplar gab er pauschal Venezuela an. 1824 führte Johann Baptist von Spix die für die Wissenschaft neue Gattung Campylorhynchus ein. Dieser Name leitet sich von »campylos, camptō καμπυλος, καμπτω« für »gebogen, biegen« und »rhynkhos ῥυγχος« für »Schnabel« ab. Der Artname »nuchalis« leitet sich vom lateinischen »nuchalis, nuchus« für »vom Nacken, Nacken« ab. »Pardus« leitet sich von »pardos παρδος« für »Leopard« ab. Schließlich ist »brevipennis« ein lateinisches Wortgebilde aus »brevis« für »kurz« und »-pennis, penna« für »-flügelig, Flügel«.